# Quatuor à cordes no 3 de Britten

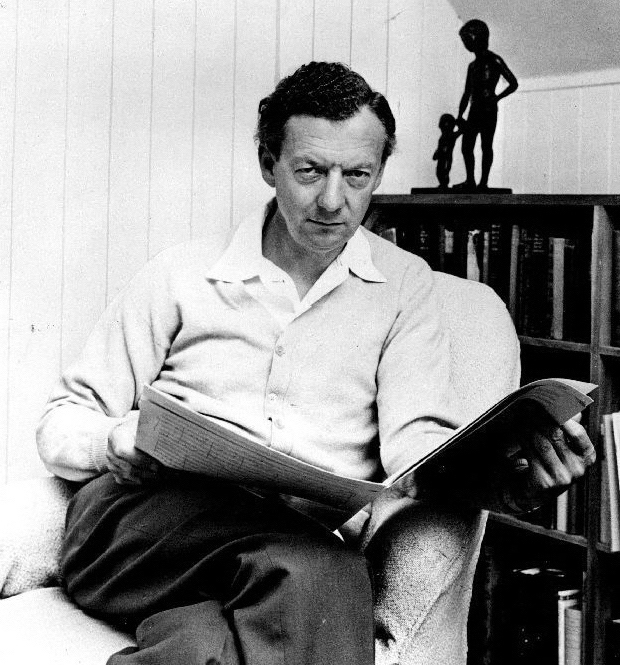
Benjamin Britten.

Le Quatuor à cordes no 3 opus 94 est une œuvre de musique de chambre composée par Benjamin Britten en 1975 et dédiée au violoniste Hans Keller. Il fut créé le 19 décembre 1976 par le Quatuor Amadeus à Snape.

## Structure
1. Duets (avec mouvement modéré) : une seconde mineure insistante installe malgré une armature en si bémol majeur une ambiguïté tonale.
2. Ostinato (très rapide) : bref, rythmique et syncopé.
3. Solo (très calme) : thème rhapsodique au premier violon dans un climat de paix sereine.
4. Burlesque : scherzo nerveux et ironique qui rappelle le rondo burleske de la 9e symphonie de Mahler.
5. Récitatif et Passacaille « la Serenissima » : référence à Venise et à son ultime opéra Mort à Venise avec une coda où une pédale de ré du violoncelle traduit la paix de l'âme conquise de haute lutte par le héros lyrique Aschenbach, double du compositeur.

- Durée d'exécution : trente minutes.

## Source
- François-René Tranchefort (direction), Guide  de la Musique de Chambre, Paris, Fayard, coll. « Les indispensables de la musique », 1998 (1re éd. 1989), VIII-995 p. (ISBN 2-213-02403-0, OCLC 717306887, BNF 35064530), p. 195